# Cahiers de biologie marine
Cahiers de biologie marine, CBM, és una revista internacional científica francesa trimestral apareguda l'any 1960 i publicada per l'Estació biològica de Roscoff - Universitat de París.
Els articles editats són sotmesos prèviament a un comitè de lectura format per un mínim de dos membres dels qui no es dona a conèixer el nom, abans de ser publicats.
Els articles estan escrits en anglès, amb un resum en francès, i cobreixen tots els aspectes relacionats amb l'oceanografia, l'ecologia marina i la biologia dels organismes marins, de recerques efectuades per pròpia estació biològica al Canal de la Mànega i oceà Atlàntic, al mar del Japó o bé a Santa Creu a Califòrnia.